# 다카모리정 (나가노현)
다카모리정(일본어: 高森町 다카모리마치[*])은 일본 나가노현 남부 시모이나군의 북부에 있는 정이다.
기소산맥이 있고 덴류강의 하안단구에 있다. 농업이 중심으로 특히 고도가 높은 산지에서는 사과, 배 등의 과수가, 덴류강에 가까운 장소에서는 이치다 감이 특산물이다.

## 지리
나가노현 난신 지방의 정확히 중심에 위치하고 시모이나군에서는 마쓰카와정에 이어 북쪽으로 가까운 장소에 있다. 아카이시산맥과 기소산맥 사이, 덴류강의 하안단구에 있다. 정의 동서로 상당한 고도 차이가 있다.

## 인구
| 연도 | 인구   | ±%     |
| ---- | ------ | ------ |
| 1940 | 10,213 | —      |
| 1950 | 12,295 | +20.4% |
| 1960 | 10,627 | −13.6% |
| 1970 | 9,885  | −7.0%  |
| 1980 | 11,488 | +16.2% |
| 1990 | 12,232 | +6.5%  |
| 2000 | 12,528 | +2.4%  |
| 2010 | 13,214 | +5.5%  |

## 역사
- 1957년 7월 1일 - 이치다촌, 야마후키촌이 합병해 다카모리정이 탄생하였다.

## 교통

### 철도
- 도카이 여객철도 이다선

### 도로
- 주오 자동차도
- 국도 153호선